# Faouzi Bourenane
Faouzi Bourenane est un footballeur franco-algérien né le 24 février 1994 à Alger. Il évolue au poste de milieu défensif à l'AS Aïn M'lila.

## Biographie
Formé au Valenciennes FC, Faouzi Bourenane évolue ensuite en Allemagne avec l'équipe réserve du Dynamo Dresde. Il joue par la suite en Tchéquie puis en Algérie. 
Le 10 septembre 2018, il se met en évidence avec le CR Belouizdad, en étant l'auteur d'un doublé en première division algérienne, lors d'un déplacement à Sétif. Il ne peut toutefois empêcher la défaite de son équipe sur le score de 3-2.
Il participe à la Ligue des champions d'Afrique en 2017 avec l'USM Alger puis à la Coupe de la confédération en 2018 avec le CR Belouizdad. Lors de la Coupe de la confédération, il se met en évidence en délivrant deux passes décisives contre le club zambien du Nkana FC.

## Palmarès
- Vice-champion d'Algérie en 2017 avec l'USM Alger